# Egbert Nijstad
Egbert Nijstad (Ruinen, 24 juni 1942) is een Nederlandse oud-atleet, die zich had toegelegd op de middellange en lange afstanden. Hij veroverde vele nationale titels en vestigde Nederlandse records op vijf verschillende atletiekonderdelen. In zijn periode van 1964 tot 1974 was Nijstad, die als bijnaam 'De Locomotief' had, de vaandeldrager van de Nederlandse loopwereld.

## Biografie

### Verkocht
Op zijn zestiende stond Nijstad, zoon van ouders met een landbouwbedrijf, opgesteld in het eerste elftal van de voetbalclub in zijn woonplaats Dwingeloo. Tussen de palen welteverstaan, want men vond dat hij niet hard genoeg kon lopen. Via de plaatselijke gymnastiekvereniging, waar 's zomers ook aan atletiek werd gedaan, kwam hij in aanraking met het hardlopen. Dat beviel hem dermate, dat hij zich als persoonlijk lid aanmeldde bij de KNAU. Toen hij als tweedejaars A-junior in 1961 de Plantsoenloop in Groningen won bij de senioren, was hij definitief verkocht. "Daarna stond het voor mij vast dat ik door zou gaan."

### Trainen na het koeien melken
Voor de ontwikkeling van Egbert Nijstad als atleet is Ger van Leeuwen van cruciale betekenis geweest. Deze trainer bij atletiekvereniging De Gemzen uit het Gelderse Heerde verzorgde tevens de looptrainingen bij de Dwingelose gymnastiekvereniging. Van Leeuwen, die wat aan het niveau van de loopsport in Drenthe wilde doen en droomde van een atletiekvereniging in Dwingeloo, zag al snel iets in de blonde boerenzoon. Op een mooie zondagmorgen in de herfst van 1960 nam de kleine trainer Egbert Nijstad op zijn motorfiets mee naar Heerde, waar om tien uur de looptraining begon. Nijstad: 'Ik beschikte niet over sprongkracht en was niet explosief. Ik moest het hebben van mijn kracht, conditie en duurvermogen. Ger van Leeuwen was de beste trainer die ik me kon wensen. Hij verdiepte zich in vakliteratuur en paste de laatste wetenschappelijke ontwikkelingen toe. De training bestond uit duurwerk, intervallen en fartlek. Bij wedstrijden week hij niet van mijn zijde.'
Nijstad trainde steevast 's avonds, nadat hij de koeien had gemolken. Wegens het ontbreken van een atletiekbaan in Drenthe liep hij meestal langs de openbare weg. 'Mijn dorpsgenoten reageerden vol achterdocht. Had zo'n jonge vent niks beters te doen dan wat rondhollen?', vroegen zij zich volgens Nijstad af. Na zijn overwinning in Groningen in 1961 was het met deze scepsis in één klap gedaan. De Drentse kranten juichten over hun looptalent en Van Leeuwen kreeg van het Dwingelose gemeentebestuur onmiddellijk toestemming om atletiekvereniging AVD op te richten.

### WK cross voor militairen
Gedurende zijn militaire diensttijd van eind 1961 tot en met 1963 boden zijn superieuren Egbert Nijstad alle gelegenheid om te trainen. Dit leidde er niet alleen toe dat hij in eigen land de ene na de andere militaire veldloop won, maar ook dat hij in 1963 werd uitgezonden naar de WK cross voor militairen in Tunesië. Een geheel nieuwe ervaring voor de Drent, die genoot van de trip, maar toen puntje bij paaltje kwam vanwege darmklachten een beroerde race liep. Zijn ingewanden, gewend aan bruine bonen met spek, bleken niet bestand tegen de olijfolie waarin de plaatselijke keuken de gerechten drenkte.

### Eerste titel
In eigen provincie mocht Nijstad dan inmiddels een bekend atleet zijn geworden, op nationaal niveau kwam hij in 1964 op de ranglijsten nog niet bij de eerst tien voor. Toen hij in februari 1965 aantrad voor zijn eerste nationale kampioenschap, het Nederlands kampioenschap veldlopen in Lisse, werd met hem dan ook nauwelijks rekening gehouden. Overigens had hij zich ingeschreven voor de korte cross, maar door een misverstand was dit bij de organisatie niet overgekomen. Die liet zich niet vermurwen en dus zat er niets anders op, wilde de reis voor hem en zijn verloofde Hilberdina Boelen vanuit het verre Drenthe niet voor niets zijn geweest, om aan de dubbele afstand deel te nemen. En dat terwijl de bevolking massaal was toegestroomd om rond het parkoers van het prachtige landgoed Keukenhof de lokale favoriet Piet Beelen aan te moedigen, die aanvankelijk inderdaad fier aan kop ging. Een nog boze Nijstad klampte zich echter verbeten aan Beelen vast en toen aan het eind van de 10 kilometer de eerste atleet uit het bos tevoorschijn kwam, was dat Nijstad en niet Beelen. Tot verrassing van vriend en vijand eiste Nijstad daar in Lisse dus de eerste nationale titel voor zich op.
Later dat jaar liet Nijstad zich ook op de nationale baankampioenschappen gelden. Zonder noemenswaardige tegenstand liep hij op zaterdag naar de winst op de 10.000 m, waarna hij een dag later op de 5000 m ook nog eens met het zilver aan de haal ging. De Drent had zijn naam definitief gevestigd.

### Geknapte longblaasjes
Datzelfde jaar verhuisde Egbert Nijstad naar Arnhem, waar hij toetrad tot het politiekorps. Hardlopen was weliswaar leuk, maar de maatschappelijke carrière had voorrang, vond hij. Daarbij had hij overigens niet het gemakkelijkste beroep gekozen; de onregelmatige diensten waaraan een politieman nu eenmaal is onderworpen, verdroegen zich slecht met het regelmatige leven van een zich serieus nemende atleet. Met name de nachtdiensten verstoorden zijn bioritme. Als gevolg daarvan stagneerde zijn ontwikkeling op de baan. Nijstad had tijd nodig om zijn onregelmatige leven en zijn trainingsactiviteiten optimaal op elkaar af te stemmen; zijn eerstvolgende nationale titels zou hij dan ook pas vier jaar later veroveren, in 1969.
De combinatie van politieagent en hardloper had echter ook zo zijn voordelen, vooral als dieven, die nachtelijk Arnhem onveilig maakten, achterna moesten worden gezeten. Eén keer achtervolgde Nijstad er een (naar zijn zeggen een beer van een vent), die had ingebroken in een sigarenzaak. 'Ik ben net zo lang achter hem aan gelopen tot hij uitgeput in elkaar zakte. De man gaf bloed op en werd afgevoerd naar het ziekenhuis. Daar constateerde men dat hij last had van geknapte longblaasjes.'

### Geen Olympische Spelen
In 1966 schroefde Egbert Nijstad zijn trainingsomvang aanzienlijk op. Ondanks zijn dienstrooster trainde hij tweemaal per dag en weekgemiddelden van 250 kilometer werden eerder regel dan uitzondering. De Spelen van Mexico kwamen eraan en Ger van Leeuwen dichtte zijn pupil goede kansen toe. Aan het einde van dat jaar kreeg hij echter ernstige knieklachten die er in 1967 toe leidden, dat hij een operatie aan zijn meniscus moest ondergaan. Vooral dankzij Vitesse-masseur Jaap van der Heuvel kon hij in oktober de training hervatten. Nijstad: 'Daar had ik geluk mee, want de KNAU deed niets aan medische begeleiding. In de periode dat ik uit de roulatie was, heb ik niets van de bond gehoord.'
Eind 1967 maakte Nijstad zijn rentree en in mei 1968 liep hij sterker dan ooit. Toch nam de KNAU hem niet op in de olympische selectie. De Spelen gingen mede hierdoor aan zijn neus voorbij.

### Spel zonder Grenzen
Een jaar later nam hij sportieve wraak. Hij won alles waaraan hij deelnam, werd Nederlands kampioen op de 5000 én de 10.000 m en deed wetenschappers aan de universiteit van Nijmegen na een medisch onderzoek versteld staan van zijn buitengewone lichaamskracht en herstelvermogen. In het populaire tv-programma Spel Zonder Grenzen van de NCRV toonde hij aan tv-kijkend Nederland zijn hardloopcapaciteiten, terwijl hij na zijn promotie tot hoofdagent intussen de hele wereld afreisde. Voor uitzending naar de Europese kampioenschappen in Athene kwam hij echter niet in aanmerking.
In 1970 zette Nijstad heel Dwingeloo opnieuw op zijn kop: hij trouwde er met Hilberdina. De receptie werd massaal bezocht en het bruidspaar ontving vele cadeaus, waaronder een dwergpoedel. Twee dagen later won hij met overmacht de Volkscross en kreeg hij aan de finish de beker overhandigd door schaatscoryfee Jan Bols, die zeer vereerd was met deze taak. Dat jaar veroverde hij ook de eerste van drie nationale titels op de 3000 m steeple, waarmee de Drent eens te meer zijn veelzijdigheid als langeafstandsloper aantoonde. Ook vestigde hij dat jaar zijn eerste nationale record, op de 3000 m zonder hindernissen.

### 3000 m binnen 8 minuten
Daarna was het hek van de dam. Nijstad veroverde in 1971 niet minder dan vier nationale titels en stelde liefst vijf keer een nationaal record scherper. Als eerste Nederlander bedwong hij met een tijd van 7.57,3 de 8-minutengrens op de 3000 m indoor, twee seconden onder de 'Sofia-limiet', de limiet voor de Europese indoorkampioenschappen in het Bulgaarse Sofia. Daar kwam hij erachter, dat het lopen van een Nederlands kampioenschap veldlopen, waarin hij de aanstormende jeugd onder aanvoering van Jos Hermens en Haico Scharn het hoofd had moeten bieden, zich moeilijk combineren liet met deelname aan een indoorkampioenschap, een week later. Na een serie 3000 m in 8.05,6, was een dag erna in de finale na 13 van de 15 ronden de fut eruit en finishte Nijstad in 8.13,6 als een uitgebluste zesde.
Later dat jaar was hij er op de Europese kampioenschappen in Helsinki eveneens bij, ditmaal als deelnemer aan de 5000 m. In zijn serie bleek Nijstad niet bestand tegen de vele tempoversnellingen gedurende de race en eindigde hij als teleurgestelde zevende in 14.05,2. Na afloop had hij geen enkel excuus. "Dit werk ligt mij niet, aan die tussensprints ga ik kapot." Schrale troost, ook Jos Hermens redde het niet in zijn serie, al verbeterde die met 13.47,2 het nationale record, dat eerder dat jaar door Nijstad op 13.49,6 was gesteld. Hoe dan ook, aan het eind van het jaar stond Nijstad, die zich eind september ook nog aan het Nederlands kampioenschap over 25 km had gewaagd en daarin zowaar achter Geert Jansen (eerste in 1:19.08,4) nog tweede was geworden ook in 1:20.59,4, op zes verschillende middellange en langeafstandsnummers bij de beste drie van Nederland, waarvan drie keer op plaats één.

### Niet bij selectie voor OS München
Je zou verwachten dat de KNAU een atleet met een dergelijke staat van dienst wel zou opnemen in de olympische selectie. De wegen van de KNAU waren echter, zoals wel vaker, ondoorgrondelijk en toen in 1972 de selectie voor de Olympische Spelen van München bekend werden gemaakt, ontbrak Nijstads naam. Die reageerde verbitterd. Hij kwam hierdoor immers niet langer in aanmerking voor speciale faciliteiten en werd ook niet meer uitgezonden naar internationale wedstrijden. Daarmee was zijn kans om zich te kwalificeren voor de Spelen tot nul gereduceerd. Nijstad bracht het aantal trainingen terug tot drie per week en liet bovendien weten dat hij niet langer beschikbaar was voor interlands. Desondanks was hij op de baan ook dit jaar te sterk voor zijn Nederlandse concurrenten. Hij prolongeerde alle drie de baantitels die hij het jaar ervoor had veroverd.
In de winter die volgde bereidde Nijstad zich echter goed voor op het komende seizoen. Er stonden immers Europese indoorkampioenschappen in Rotterdam voor de deur en daar had de Drent nog iets goed te maken voor zijn minder geslaagde optreden op dit toernooi in 1971. Bovendien had hij nog een appeltje te schillen met de KNAU vanwege München en daarnaast wilde hij een gooi doen naar een derde veldlooptitel.

### Net geen plak, wel een NR
Vrijwel alles liep vervolgens zoals Nijstad het wilde. Hij wérd voor de derde maal Nederlands veldloopkampioen, líep vervolgens naar zijn tweede indoortitel op de 3000 m in een prima 8.00,2, ruimschoots binnen de limiet voor de EK indoor in Rotterdam en had twee weken later op diezelfde afstand in de Ahoy vast en zeker de bronzen medaille voor zich opgeëist, als hij in de finale tijdens het voorbijspurten van de Fin Pekka Päivärinta, twee ronden voor de finish, niet een forse klap in zijn maag had gekregen, die hem even alle adem ontnam. Achter de ongenaakbare Miel Puttemans werd Nijstad nu vierde, overigens in zijn beste tijd ooit en dus met een verbetering van zijn eigen Nederlandse record, 7.54,60. Nijstad na afloop: "Door die klap van Päivärinta kwam ik praktisch stil te staan. Daardoor raakte ik anderhalve seconde achterop. Ik had nog weleens willen zien wat er was gebeurd als ik over hem heen was gekomen. Want ik heb verder echt lekker gelopen. En ach, dat er geduwd wordt is op zichzelf niet zo erg. Maar ik vond het geen stijl, zoals Päivärinta mij hier achteruit sloeg. Daarom heb ik ook geprotesteerd." Een protest dat overigens werd afgewezen. Nijstad had zich echter in dit internationale gezelschap volledig waargemaakt, was uitgegroeid tot de beste Nederlander van het toernooi en had daarmee indirect ook de KNAU terechtgewezen.
Een jaar later, nadat hij voor de vierde keer de Nederlandse veldlooptitel had binnengehaald en vervolgens, nota bene op de 1500 m, zijn derde en laatste indoortitel had veroverd, zette Nijstad een punt achter zijn atletiekcarrière. Eerst had hij op uitnodiging van de Zuid-Afrikaanse Atletiekbond in april nog meegedaan aan de open Afrikaanse kampioenschappen en daar nog aardig gescoord ook. Maar toen hij na terugkomst drie weken lang was geveld door voedselvergiftiging, was hij het zat. Hij kocht een paard, nam tennislessen, maakte carrière bij de politie en zette nooit meer een voet op een atletiekbaan.

## Trivia
- In Dwingeloo is een straat naar Egbert Nijstad vernoemd: de 'Egbert Nijstadlaan'.
- In 1971 ontving Nijstad de KNAU-prestatieprijs voor de 'beste atleet van het jaar'.

## Nederlandse kampioenschappen
Outdoor
| Onderdeel                 | Jaar                   |
| ------------------------- | ---------------------- |
| 5000 m                    | 1969, 1971, 1972       |
| 10.000 m                  | 1965, 1969, 1971, 1972 |
| 3000 m steeple            | 1970, 1971, 1972       |
| veldlopen (lange afstand) | 1965, 1971, 1973, 1974 |

Indoor
| Onderdeel | Jaar       |
| --------- | ---------- |
| 1500 m    | 1974       |
| 3000 m    | 1971, 1973 |

## Persoonlijke records
Outdoor
| Onderdeel      | Prestatie       | Datum             | Plaats   |
| -------------- | --------------- | ----------------- | -------- |
| 1500 m         | 3.46,4          | 30 juni 1971      | Papendal |
| 3000 m         | 8.02,0 (ex-NR)  | 12 mei 1971       | Arnhem   |
| 5000 m         | 13.49,0 (ex-NR) | 7 juli 1971       | Papendal |
| 10.000 m       | 29.04,8 (ex-NR) | 16 mei 1971       | Bonn     |
| 3000 m steeple | 8.43,2 (ex-NR)  | 23 juni 1971      | Drachten |
| 25 km          | 1:20.43,4       | 30 september 1972 | Enschede |

Indoor
| Onderdeel | Prestatie      | Datum         | Plaats    |
| --------- | -------------- | ------------- | --------- |
| 3000 m    | 7.54,6 (ex-NR) | 11 maart 1973 | Rotterdam |

## Nederlandse records
| Afstand        | Tijd    | Datum         |
| -------------- | ------- | ------------- |
| 3000 m         | 8.06,4  | 24 juni 1970  |
| 3000 m         | 8.02,0  | 12 mei 1971   |
| 3000 m (ind.)  | 7.57,3  | 20 maart 1971 |
| 3000 m (ind.)  | 7.54,6  | 11 maart 1973 |
| 5000 m         | 13.49,0 | 7 juli 1971   |
| 10.000 m       | 29.04,8 | 15 mei 1971   |
| 3000 m steeple | 8.43,2  | 23 juni 1971  |

## Palmares

### 1500 m
- 1974:  NK indoor - 3.51,2
- 1974:  Open Afrikaanse kamp. te Pretoria – 3.50,39

### 3000 m
- 1965: 4e Gouden Spike – 8.30,3
- 1971:  NK indoor - 8.04,2
- 1971: 7e EK indoor - 8.13,6
- 1972:  Indoorinterl. Ned.-West-Duitsland
- 1973:  NK indoor - 8.00,2
- 1973: 4e EK indoor - 7.54,60 (NR)
- 1974:  NK indoor – 8.06,4

### 5000 m
- 1965:  Interl. Ned.-Zwitserland – 14.35,2
- 1965:  NK – 14.34,6
- 1969:  Interl. Ned.-België – 14.14,0
- 1969: 4e Zeslandenwedstrijd in Madrid – 14.31,0
- 1969:  NK - 14.23,2
- 1970:  NK - 14.29,2
- 1970:  Interl. Ned.-Denemarken – 14.08,8
- 1971:  NK - 14.22,7
- 1971:  Interl. Duitsland-Ned. – 14.06,0
- 1971: 7e in serie EK - 14.05,2
- 1972:  Interl. Ned.-Ierland – 13.59,3
- 1972:  NK - 14.15,4
- 1974: 4e Open Afrikaanse kamp. te Pretoria – 14.00,2

### 10.000 m
- 1965:  NK - 31.30,8
- 1965: 5e Interl. België–Ned.–Oostenrijk – 32.00,0
- 1969:  NK - 31.56,6
- 1971:  Zeslandenwedstrijd te Brussel – 29.11.2
- 1971:  NK - 30.10,0
- 1972:  Interl. Denemarken-Ned. 29.17,0
- 1972:  NK - 29.35,4

### 3000 m steeple
- 1969:  NK - 9.11,2
- 1970:  NK - 8.55,4
- 1971:  NK - 8.49,4
- 1972:  NK - 8.53,8

### 25 km
- 1971:  NK te Utrecht - 1:20.59,4
- 1972:  NK te Enschede – 1:20.43,4

### veldlopen (lange afstand)
- 1965:  NK in Lisse (10,0 km) - 28.18
- 1969:  Plantsoenloop te Groningen (ong. 3000 m) – 9.49,2
- 1969:  Nat. AVVOG-cross te Harderwijk
- 1970: DNF NK te Harderwijk
- 1971: 9e Internat. cross te San Sebastian (10 km) – 33.08,6
- 1971:  NK in Emmeloord (10,5 km) - 31.43
- 1973:  NK in Rhenen (10,5 km) - 31.42
- 1973: 16e WK in Waregem (12 km) - 36.46
- 1974:  Mastboscross (8 km) - 24.41,2
- 1974:  NK in Nijmegen (9,9 km) - 31.57

## Onderscheidingen
- KNAU-atleet van het jaar - 1971
- Unie-erekruis in goud van de KNAU - 1975
- Lid in de Orde van Oranje-Nassau - 2014